# Choretrum candollei
Choretrum candollei är en tvåhjärtbladig växtart som beskrevs av Ferdinand von Mueller och George Bentham. Choretrum candollei ingår i släktet Choretrum och familjen Amphorogynaceae. Inga underarter finns listade i Catalogue of Life.